# Farfarello
Farfarello este o formație înființată în Germania de Vest în anul 1982, sub titulatura inițială Trio Farfarello, de către violonistul Mani Neumann și chitaristul Ulli Brand, împreună cu basistul Ecke Volk. Influențele muzicale ale trupei variază, incluzând folk, rock progresiv, folclor românesc și est european, jazz, muzică clasică.

## Legături cu formația Phoenix
Mani Neumann a fost membru în formația românească Phoenix între 1979–1981 și apoi între 1988–2008. În 2006, într-un interviu, violonistul declara: „Farfarello a avut mare succes la vremea respectivă, dar ei au fost, bineînțeles, influențați de muzica grupului Phoenix”. Formația germană a susținut peste 5.000 de concerte în întreaga lume și a realizat aproximativ 20 de albume, între care unul destinat pieței muzicale din România – Pas cu pas, apărut în 2009. Farfarello deține în repertoriu multe piese care se regăsesc și în discografia Phoenix. Astfel, pe albumul Geschichte 1984–1986 apar piesele: „Jovano” (corespunzător lui „Iovano; Iovanke”) și „Die Lerche” („Ciocârlia”). Piesa „Der Gallier”, o prelucrare instrumentală a melodiei „Norocul inorogului”, apare pe albumele In Concert – Ich Fühle (1997) și Traumzeit (2002), iar „Balada” se găsește pe albumele Farfarello und Freunde Live 98 și Farfarello Classics, pe ultimul împreună cu „Sylvanna” („Strunga”). „Walpurgisnacht” de pe albumul In Concert – Ich Fühle reprezintă soloul pe care Mani l-a prestat cu succes în concerte, în timpul piesei „Negru Vodă”. De asemenea, pe aproape toate albumele Farfarello se regăsesc teme din compoziții Phoenix, existând de altfel două piese care se numesc „Moldau” și „București” (ultima cu teme din „Orient Express”). Pe albumul Live It (1994) este creditat și Nicu Covaci (liderul Phoenix), iar Josef Kappl (fostul basist al Phoenix-ului) a colaborat de multe ori cu Farfarello. Pe de altă parte, chitaristul Ulli Brand a colaborat cu Phoenix pe albumul SymPhoenix/Timișoara (1992).

## Discografie
Trio Farfarello
- 1984: Farfarello
- 1986: Trio Farfarello 2
- 1988: Toys
- 2021: Krönung

Farfarello
- 1990: Saravah
- 1994: Live It
- 1994: Movements
- 1997: In Concert – Ich Fühle

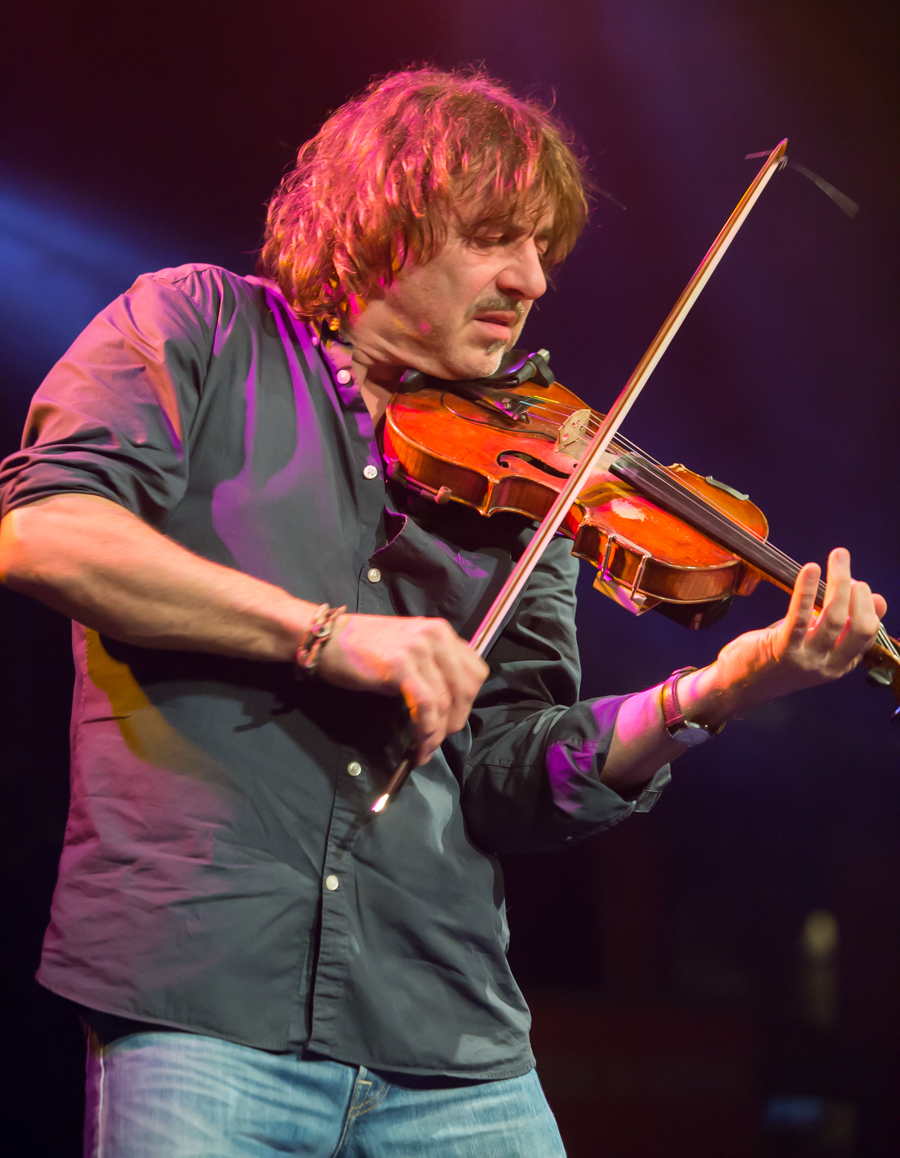
Mani Neumann

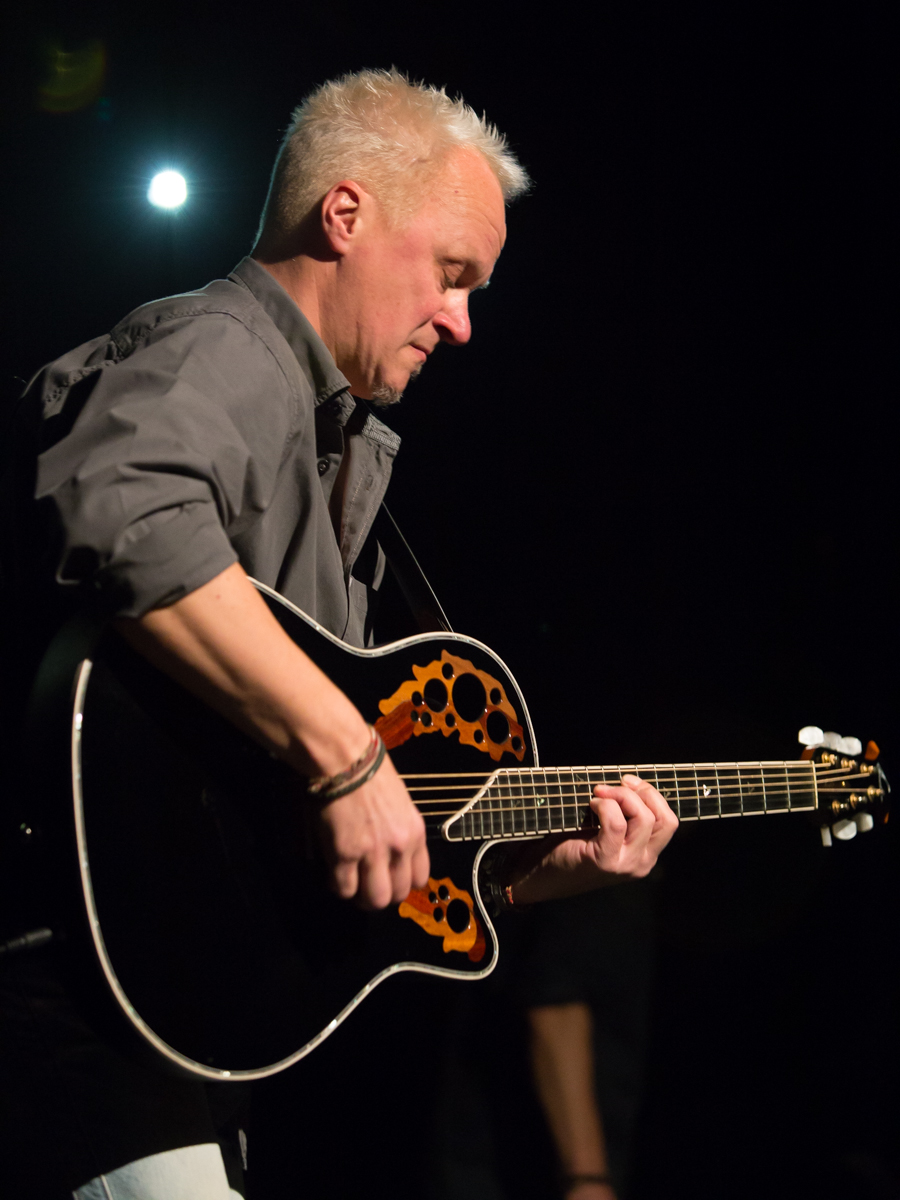
Ulli Brand

- 1998: Farfarello und Freunde Live 98
- 2000: Geschichte 1984–1986
- 2000: Geschichte 1987–1994
- 2000: Semikolon
- 2001: Farfarello Classics
- 2002: Traumzeit
- 2004: 14
- 2004: Und Die Geige Rockt Weider: Live
- 2007: Szenario
- 2007: Live in Deutschland
- 2007: Solo zu 2't – Unter dem Flüsterbogen
- 2009: Pas cu pas
- 2010: Glück!
- 2015: ZeitZone

## Vezi și
- Phoenix (formație)
- Mani Neumann